# Pseudanthias taira
Pseudanthias taira là một loài cá biển thuộc chi Pseudanthias trong họ Cá mú. Loài này được mô tả lần đầu tiên vào năm 1931.

## Phân bố và môi trường sống
P. taira có phạm vi phân bố ở Tây Bắc Thái Bình Dương. Loài cá này đã được tìm thấy ở ngoài khơi Nhật Bản.
Chiều dài cơ thể lớn nhất đo được ở P. taira là 10 cm.